# ذرات شبه‌ویروس
ذرات شبه‌ویروس یا (وی‌ال‌پی‌ها VLPs)؛ کوتاه‌شدهٔ (Virus-like particles)، مشابه ویروس‌ها با ساختارهای چندپروتئینی هستند، اما عفونی نیستند زیرا آنها مادهٔ ژنتیکی ویروس را ندارند. بیان ویروسی پروتئین‌های ساختاری مانند envelope یا Capsid می‌تواند به خودآرایی ذرات شبه ویروسی (VLPs) منجر شود. نخستین بار ذرهٔ شبه‌ویروسی مشتق‌شده از ویروس هپاتیت B و دارای آنتی‌ژن سطح مشتق@شده از هپاتیت ب در سال ۱۹۶۸ از سرم بیمار به دست آمد. در حال حاضر ذرات شبه‌ویروس از اجزای طیف گسترده‌ای از خانواده‌های ویروسی ساخته شده‌اند، از جمله (Parvoviridae) (به عنوان مثال آدنو-associated virus) با Retroviridae (به عنوان مثال HIV) و Flaviviridae (به عنوان مثال ویروس هپاتیت C) و همچنین باکتریوفاژها (به عنوان مثال Qß و AP205).
ذرات شبه‌ویروس را می‌توان در سیستم‌های کشت سلولی متعددی از جمله باکتری‌ها، رده‌های سلولی پستانداران، رده‌های سلولی حشرات، سلول‌های مخمر و یاخته گیاهی تولید کرد.